# Пушкінія
Пушкі́нія (лат. Puschkinia) — рід рослин підродини Scilloideae родини холодкові (Asparagaceae).
Рід названо на честь Мусіна-Пушкіна Аполлоса Аполлосовича, російського хіміка та мінералога, члена Лондонського королівського товариства.
Пушкінія використовується як декоративна рослина — у альпінаріях, групових посадках та іноді на зрізання у букети.

## Ботанічний опис
Трав'яниста цибулинна рослина, ранньовесняний ефемероїд.
Цибулини яйцеподібної форми з бурими тонкими зовнішніми лусками.
Листки темно-зелені, лінійні, в кількості 2-3 штук розташовані біля основи стебла.
Квітки у гроноподібних суцвіттях на верхівках квітконосів висотою 15-18 см. Оцвітина блідо-блакитна або біла, дзвонова, що складається з 6 пелюсток, що зрослися біля основи в коротку трубку. Усередині вирости пелюсток утворюють коротку зубчасту коронку. Запах у квітів пушкінії не дуже приємний.
Плід — м'ясиста коробочка з округлим, світло-коричневим насінням.

## Склад роду
Рід налічує два види та декілька різновидів:
- Puschkinia peshmenii Rix & B.Mathew
- Puschkinia scilloides Adams — Пушкінія пролісковидна, або проліскова
  - Puschkinia scilloides var. hyacinthoides Baker [syn.  Puschkinia hyacinthoides — Пушкінія гіацинтова]
  - Puschkinia scilloides var. libanotica Zucc. — Пушкінія пролісковидна ліванська
  - Puschkinia scilloides var. scilloides

Обидва види ростуть на кам'янистих схилах та гірських луках у Ірані, на Кавказі та на Близькому Сході.

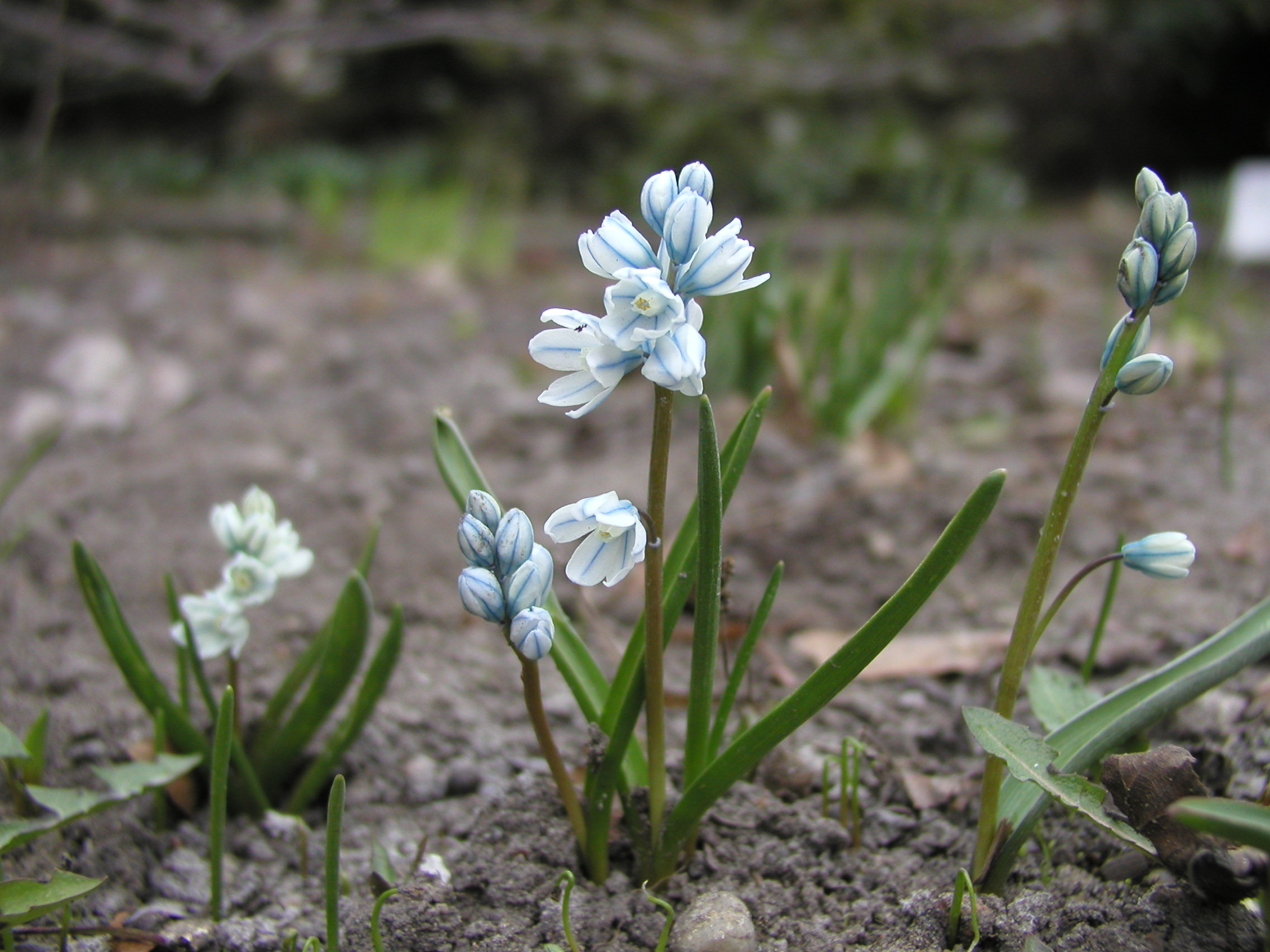
Puschkinia scilloides var. libanotica
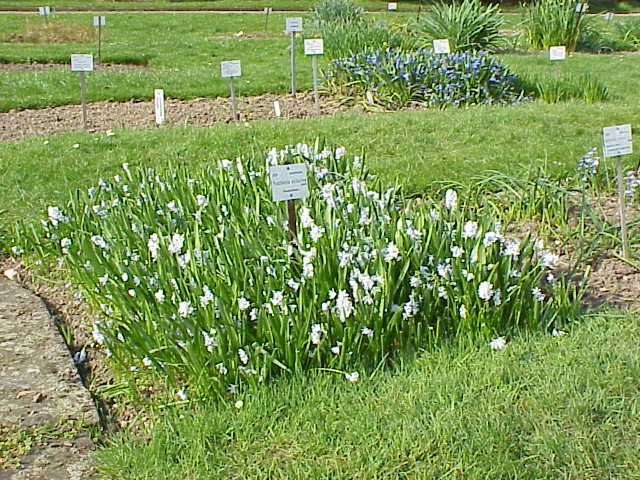
Клумба з пушкінією
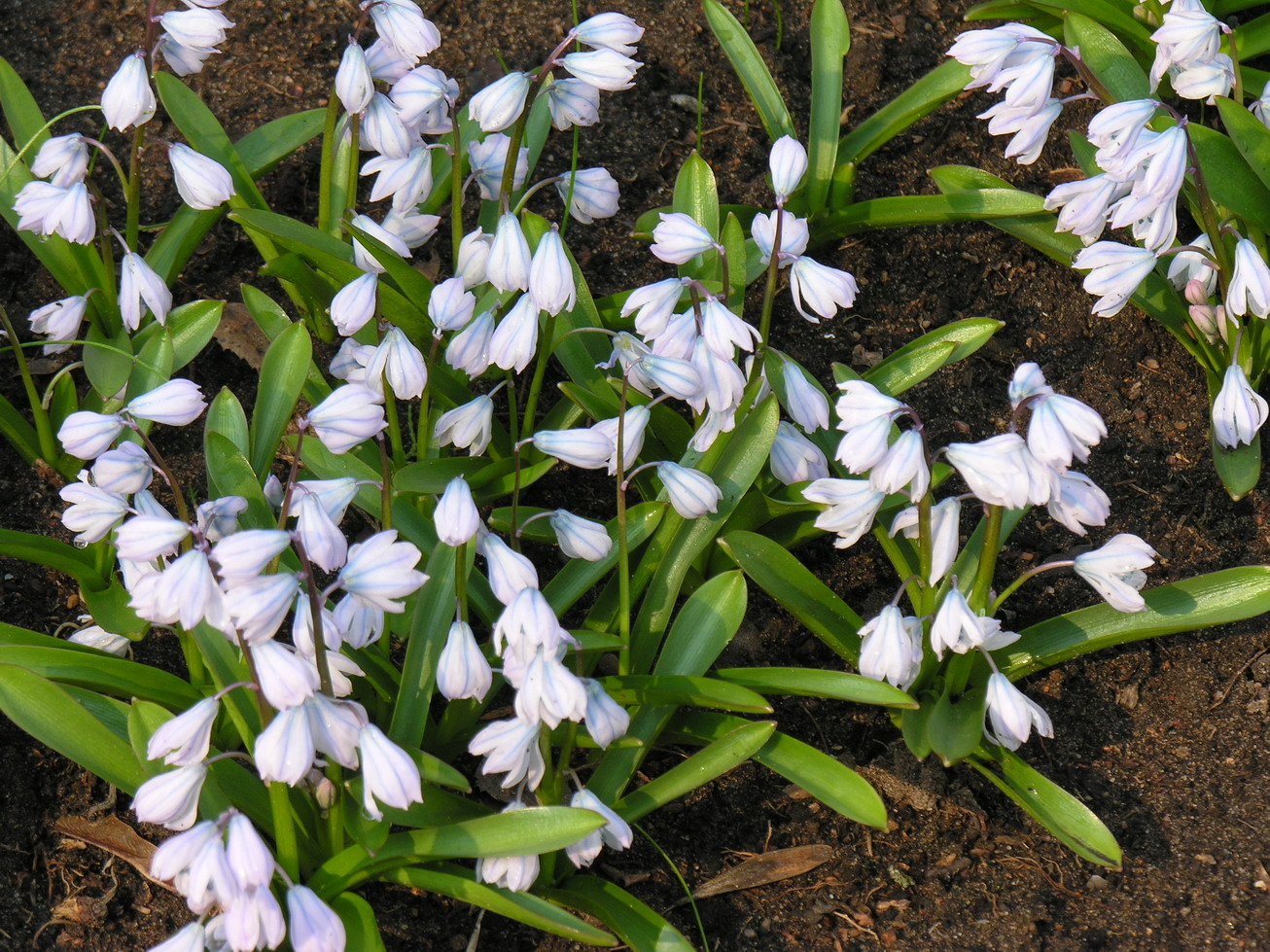
Група квітучих рослин